# یواس‌اس پینولا (ای‌تی‌ای-۲۰۶)
یواس‌اس پینولا (ای‌تی‌ای-۲۰۶) (به انگلیسی: USS Pinola (ATA-206)) یک کشتی است که طول آن ۱۴۳ فوت (۴۴ متر) می‌باشد. این کشتی در سال ۱۹۴۴ ساخته شد.